# Monticello d'Alba
Monticello d'Alba är en ort och kommun i provinsen Cuneo i regionen Piemonte i Italien. Kommunen hade 2 367 invånare (2018).